# Navito
Navito är en ort i Mexiko.   Den ligger i kommunen Culiacán och delstaten Sinaloa, i den västra delen av landet, 1 000 km nordväst om huvudstaden Mexico City. Navito ligger 16 meter över havet och antalet invånare är 284.
Terrängen runt Navito är mycket platt. Runt Navito är det ganska tätbefolkat, med 155 invånare per kvadratkilometer. Närmaste större samhälle är El Dorado, 3,0 km sydväst om Navito. Trakten runt Navito består till största delen av jordbruksmark.